# Casper & Drengene fra Brasilien
|  | Denne side er foreslået omskrevet – da en skribent har vurderet at dette emne er for snævert til at kunne bære en artikel i sig selv. Artiklen bør snarest sammenskrives med en anden artikel eller slettes. Hvis du er uenig i denne vurdering, bør du snarest sandsynliggøre på diskussionssiden, at emnet berettiger en hel artikel. |

 For alternative betydninger, se Drengene fra Brasilien.
Casper & Drengene fra Brasilien er titlen på en satirisk julekalender med komikerne Frank Hvam, Casper Christensen, Lasse Rimmer og Lars Hjortshøj. Den blev produceret til hjemmesiden Gubi på halvanden dag i november 1999 som en slags juleudgave af Casper & Mandrilaftalen. Sidste halvdel af titlen er muligvis lånt fra den britisk-amerikanske spændingsfilm Drengene fra Brasilien, der blandt andre har Gregory Peck og Laurence Olivier i større roller.
Julekalenderen er aldrig blevet vist på tv, men optræder som ekstramateriale på den første af i alt tre DVD-udgivelser af Casper & Mandrilaftalen, "Casper & Mandrilaftalen 1".

## Program
Der er blot én sketch per afsnit, og hvert afsnit afsluttes med et opdigtet citat tilskrevet Nøddebo Præstegård.
Der blev i alt produceret 25 afsnit; et afsnit for hver dag op til jul, som hovedregel med Casper Christensen som vært og en af de øvrige medvirkende som interviewgæst, og desuden ét afsnit til nytårsaften, hvor alle fire komikere medvirker.